# Великий Скотленд-Ярд
51°30′23″ пн. ш. 0°07′32″ зх. д. / 51.5064° пн. ш. 0.1256° зх. д.
Великий Скотланд-Ярд (Great Scotland Yard) — вулиця у Вестмінстері, історичному районі Лондона, що сполучає Нортумберленд-авеню та Вайтголл. У 16 столітті тут стояли будівлі, які використовувалися дипломатичними представниками Шотландського королівства. З часом територія була розділена на Великий Скотленд-Ярд, Середній Скотленд-Ярд і Малий Скотленд-Ярд.  У 19 столітті це була вулиця та відкритий простір, на якому знаходився громадський вхід до штаб-квартири міської поліції Лондона, через що назва «Скотленд-Ярд» стала синонімом Поліції Лондона.

## Історія
Назва Скотленд-Ярд перекладається з англійської як Шотландський Двір. Хоча етимологія невідома, згідно зі статтею 1964 року в The New York Times, назва походить від будівель, у яких розміщувалися дипломатичні представники Шотландії, коли вони відвідували англійський двір . Фактично, ці будівлі виконуючи функції шотландського посольства, хоча така установа не була офіційно оформлена. Скотленд-Ярд був побудований і названий так у 1515 році, коли там жила сестра Генріха VIII, Маргарет Тюдор, королева Шотландії.
До 17 століття у дворі розташовувалися урядові будівлі та резиденції для англійських державних службовців. Там жили архітектори Ініго Джонс і Крістофер Рен, як і поет Джон Мільтон з 1649 по 1651 роки, під час правління Олівера Кромвеля. Ближче до кінця 17 століття район уже асоціювався з шляхетністю та престижем; наприклад, у 1690-х роках у своїй сатиричній «Розповіді про діжку» Джонатан Свіфт висловив повагу до «моїх гідних братів і друзів у кав’ярні Вілла, коледжі Грешем, у Ворвік-Лейн, Мурфілдс, Скотленд-Ярді та Вестмінстер-Холі. Коротше кажучи, для всіх жителів і вассалів, або в суд, або церква, або табір, або місто, або країна...». 
Початковий офіс комісара столичної поліції за адресою Whitehall Place, 4, мав задній вхід із Великого Скотланд-Ярду. На карті Вестмінстера 1862 року вказано його розташування.  Згодом Скотленд-Ярд використовувався як метонім штаб-квартири поліції. 
Карта Лондона Річарда Горвуда 1799 року показує Великий Скотленд-Ярд на східній стороні Вайтголла, навпроти Адміралтейства. Під нею розташовані дві вулиці, які є тупиковими: Міддл Скотленд-Ярд, де сьогодні знаходиться Вайтхолл-Плейс, і Нижній Скотленд-Ярд. Нижній Скотланд-Ярд був місцем, де в 1906 році було зведено будівлю Військового офісу 

## У фільмах
На цій вулиці була знята сцена Другої світової війни у фільмі «Спокута» (2007) з Кірою Найтлі та Джеймсом МакЕвоєм, як і сцена з фільму «Гаррі Поттер і Дари смерті – Частина 1» (2010). Дорогу також використовували як частину сцени автомобільної погоні з фільму про Джеймса Бонда «Скайфол» (2012) . Вулицю також використовували для початкової сцени фільму «Доктор Стрендж» у 2016 році.